# Murebene

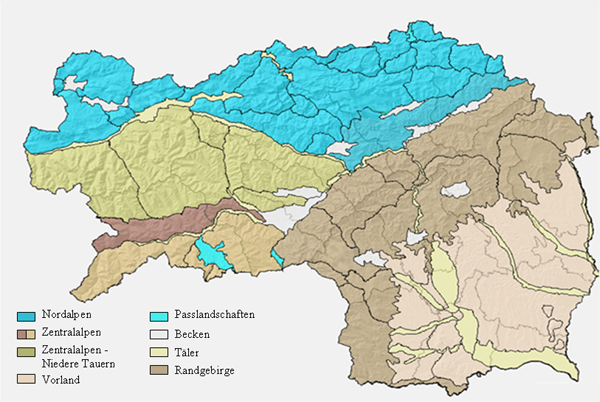
Murebene, L-förmig von Graz nach Bad Radkersburg

Als Murebene bezeichnet man das flächenhaft ausgeformte Tal der Mur flussabwärts von Graz in der Steiermark.
Die Murebene beginnt südlich von Gratkorn in Graz, wo die Mur das Mittlere Murtal verlässt. Sie erstreckt sich als breites Band beiderseits der Mur entlang zunächst in Richtung Süden, um bei der Grenze zu Slowenien nach Osten abzubiegen, bis nach Bad Radkersburg. Die systematische Landschaftsgliederung der Steiermark gebraucht für diesen letzten österreichischen Abschnitt die Bezeichnung Unteres Murtal. Danach setzt sich die Murebene dem Flussverlauf folgend nach Slowenien (dort Mursko polje, deutsch: Murfeld), Kroatien und Ungarn fort. Den Untergrund bilden tertiäre Sedimente aus Sanden, Tonen und Tonmergel, die vom Schotter der Mur überlagert werden.
Der nördlichste Teil der Murebene wird auch Grazer Feld genannt. Dieses erstreckt sich bis zum Buchkogel bei Wildon. Daran anschließend folgt das Leibnitzer Feld, das sich bis zur österreichisch-slowenischen Staatsgrenze erstreckt.